# بطرس غالي
بطرس باشا نيروز غالي (1262 هـ / 1846 - 1328 هـ / 20 فبراير 1910) رئيس وزراء مصر من 12 نوفمبر 1908 إلى 1910. والده نيروز غالي كان ناظر الدائرة السنية لشقيق الخديوي إسماعيل في الصعيد. تلقّى تعليمه في كلية البابا كيرلس الرابع.
وبصفتهِ وزير الخارجية صاغ ووقع على إتفاقية الحكم الثنائي الإنجليزي المصري للسودان عام 1899. وكانت الخطوة الأولى نحو تقسيم السودان حيث دخل الإنجليز السودان على حساب مصر. اغتيل على يد إبراهيم ناصف الورداني في 20 فبراير 1910.
وعندما كان رئيس وزراء مصر، وافق على تمديد امتياز شركة قناة السويس 40 عاماً إضافية من 1968م إلى 2008م نظير 4 ملايين جنيه تدفع على أربعة أقساط. تمكن محمد فريد رئيس الحزب الوطني من الحصول على نسخة من المشروع في أكتوبر 1909 ونشرها في جريدة اللواء، وطالبت اللجنة الإدارية للحزب الوطني بعرض المشروع على الجمعية العمومية، فاضطر الخديوي تحت الضغط إلى دعوة الجمعية التي رفضت المشروع.

## رئاسته الوزارة

### حكومته
| الوزير         | الوزارة                                        |
| -------------- | ---------------------------------------------- |
| أحمد حشمت باشا | نظارة المالية                                  |
| إسماعيل سري    | نظارة الأشغال العمومية، نظارة المعارف العمومية |
| بطرس غالي باشا | نظارة الخارجية                                 |
| حسين رشدي باشا | نظارة الحقانية                                 |
| سعد زغلول باشا | نظارة المعارف العمومية                         |
| محمد سعيد باشا | نظارة الداخلية                                 |

## انتقادات
[وفقًا لِمَن؟] لعدة أسباب مثل محاوله مد امتياز قناة السويس لصالح الاحتلال وإعدام فلاحين دنشواي وقانون المطبوعات واتفاقية الحكم الثنائي الإنجليزي المصري للسودان اتهم بمحاباة الإنجليز حين صادق، كوزير العدل المؤقت، على أحكام محكمة دنشواي بإعدام 6 فلاحين مصريين اتهمتهم بريطانيا بقتل جندي بريطاني كان بصحبة جنود بريطانيين وقد قتل الجنود البريطانيون فلاحة مصرية أثناء صيدهم للحمام. مع تنامي الحركة الوطنية بمصر تحت شعار «مصر للمصريين»، أصبحت سياسات بطرس غالي شديدة الولاء لبريطانيا بؤرة لنقمة الوطنيين المصري....

## اتفاقية تقسيم السودان
عندما احتل الإنجليز مصر عام 1882م بعد فشل الثورة العرابية، شهد السودان قيام الثورة المهدية التي استطاعت أن تسيطر على السودان، وفي تلك الفترة قرر الإنجليز إعادة السودان إلى سيطرتهم في إطار حملة مشتركة تتحمل تكاليفها الخزانة المصرية، وأن يكون حكم السودان مشتركا بين مصر وبريطانيا، وقد وقع اللورد «كرومر» المعتمد البريطاني في مصر على تلك الوثيقة عن الجانب البريطاني، ووقع عن الجانب المصري «بطرس غالي»، وتم توقيع اتفاق السودان في 19 يناير 1899م. حيث أن جميع سلطات السودان تتمركز في يد الحاكم العام للسودان وهو بريطاني الجنسية. نص الاتفاق على أنه لا يجوز عزل هذا الحاكم إلا بعد موافقة الحكومة البريطانية، كما أن تشريعات القطر المصري لا تسري على السودان.
بذلك لم يُعط هذا الاتفاق لمصر أي ميزة فعلية من المشاركة مع بريطانيا في إعادة فتح السودان، وتحملت مصر بمفردها تكاليف الحملة، وكانت المسئولية ملقاة على مصر والسلطة في يد بريطانيا. أعطى غالي بريطانيا بموافقته حقا في السودان دون أن تتحمل ثمنه، وأعطاها سلطة واسعة في إدارة السودان دون أدنى مسئولية. كما أن هذا الاتفاق قوض ممتلكات مصر في منطقة خط الاستواء في كل من أوغندا وعدد من الموانئ الموجودة على البحر الأحمر مثل زيلع وبربرة.
ذكر اللورد كرومر أن إعادة فتح السودان يُعزى إليه إفلاس الخزانة المصرية، حتى إن مصر باعت في سبيل هذه الحملة البواخر الخديوية وعددا من السرايات والحدائق والأراضي وكل ما استطاعت بيعه للإنفاق على هذه الحملة، ورغم هذه النفقات جاء اتفاق 1899م ليطيح بهذه النفقات والأرواح التي بذلت ويعطي السودان بلا ثمن لبريطانيا.

## رئيس محكمة دنشواي بالإنابة عن ناظر الحقانية
لعب بطرس غالي دورا كبيرا في حادثة دنشواي والتي كانت من المحطات الهامة في تاريخ الإنجليز في مصر، وملخصها أن عددا من ضباط الجيش الإنجليزي خرجوا لاصطياد الحمام في قرية دنشواي فأصيبت إحدى السيدات بعيار ناري فقتلت في التو واللحظة واحترق أحد الأماكن التي يتم فيها تخزين القمح، فاستشاط أهالي القرية غضبا وهاجموا هؤلاء الإنجليز ففر البعض وتوفي أحدهم من تأثير ضربة شمس، فعقد الإنجليز محاكمة لعدد من أهالي القرية، ورأس هذه المحكمة بطرس غالي باعتباره قائما بأعمال نظارة الحقانية في (23 نوفمبر 1906م)، وقضت بالإعدام شنقا لأربعة من الأهالي، وبالأشغال الشاقة مددا مختلفة لعدد آخر، وبالجلد خمسين جلدة على آخرين، وتم تنفيذ الأحكام بعد محاكمة استمرت ثلاثة أيام فقط وأمام الأهالي.

## قانون المطبوعات 1881
صدر أول قانون للمطبوعات في مصر في (5 محرم 1299 هـ / 26 نوفمبر 1881م) في عهد الخديوي توفيق، لكن هذا القانون لم يتم العمل به حتى اشتد ساعد الحركة الوطنية خاصة بعد حادثة دنشواي وحالة الغضب التي اجتاحت الرأي العام المصري على محاكمة دنشواي، لذا طلب الإنجليز من حكومة بطرس غالي ضرورة عودة قانون المطبوعات مرة أخرى، فأصدر مجلس الوزراء في (4 من ربيع الأول 1327 هـ/ 25 مارس 1909م) قرارا بإعادة العمل بقانون المطبوعات الصادر في عهد الخديوي توفيق، وكان الهدف منهُ مراقبة الصحف ومصادرتها وإغلاقها إذا اقتضى الأمر، وكان هذا القانون لأجل وضع القيود على الأقلام، فقام «محمد فريد» زعيم الحزب الوطني بالذهاب إلى الخديوي عباس حلمي في نفس اليوم الذي صدر فيهِ ذلك القانون بعريضة احتجاج على ما قامت به وزارة بطرس غالي وقامت المظاهرات الرافضة لهذا التضييق والكبت لحريتها.

## طرح فكرة تمديد امتياز قناة السويس
كانت هناك فكرة مد امتياز قناة السويس أربعين عاما أخرى، وذلك مقابل مبلغ من المال تدفعه الشركة صاحبة الامتياز إلى الحكومة المصرية إلى جانب نسبة معينة من الأرباح تبدأ من سنة 1338هـ / 1921م حتى 1387هـ / 1968م.
في رمضان1327 هـ/ أكتوبر 1909م استطاع محمد فريد الحصول على نسخة من مشروع القانون ونشرها في جريدة اللواء وبدأت حملة من الحركة الوطنية على رأسها الحزب الوطني في تعبئة المصريين ضد هذا القانون، خاصة أن إعطاء الامتياز كان يعني أن تترك الشركة القناة للمصريين سنة 1428هـ/ 2008م، وطالبت بعرض مشروع القانون على الجمعية العمومية لأخذ رأيها، ومعنى ذلك حشد الأمة المصرية ضد القانون، فوافق الخديوي عباس حلمي على ذلك، وحدد يوم 1 صفر 1328 هـ / 10 فبراير 1910م لانعقاد الجمعية العمومية ومجلس شورى القوانين لمناقشة المشروع، فرفضته الجمعية العمومية مما اضطر الحكومة إلى سحبهِ.

## اغتيال بطرس غالي باشا
قام إبراهيم ناصف الورداني عضو الحزب الوطني بإطلاق ست رصاصات أصابت اثنتان منها رقبته على بطرس غالي أمام وزارة الحقانية في الساعة الواحدة ظهراً يوم 11 صفر 1328 هـ / 20 فبراير 1910م، فقتله.
كان إبراهيم الورداني شاباً في الرابعة والعشرين من عمره، درس الصيدلة في سويسرا، لعامين بدءاً من سنة 1324 هـ / 1906م، ثم سافر إلى إنجلترا فقضى بها عاماً آخر حصل خلاله على شهادة في الكيمياء وعاد إلى مصر في ذي الحجة 1326 هـ / يناير 1909م ليعمل صيدلانياً وكان عضواً في الحزب الوطني، وعندما ألقي القبض عليه أقر أنه قتل بطرس غالي لأنه «خائن للوطن»، وأنه غير نادم على فعلته، وأصر على أقواله تلك في المحكمة.

## أسرته
بطرس غالي كان له 3 أولاد وبنت هم:
1. يوسف بطرس غالي (راغب) من ملاك الأراضي وله أبناء وأحفاد منهم:
  1. والد بطرس يوسف بطرس غالي، السكرتير العام للأمم المتحدة.
  2. وجد تيمور بطرس غالي الذي يعمل في مجال تكنولوجيا الإنترنت بالولايات المتحدة
  3. وجد يوسف رؤوف يوسف بطرس غالي، وزير المالية من 2004 لغاية 2011.
2. واصف بطرس غالي (1878–1958)، محامي ووزير ودبلوماسي.
3. نجيب بطرس غالي، وزير الزراعة 1921، وأولاده:
  1. مريت بطرس غالي، محامي ووزير وكاتب وأثري ورجل أعمال.
  2. جفري بطرس غالي من أعضاء حزب الوفد
4. جليلة بطرس غالي.

- أخو بطرس غالي هو أمين غالي (1865–1933) كان وكيلاً للنائب العام وابنه هو إبراهيم امين غالي، بالسلك الدبلوماسي.